# Samantha Hall
Samantha Hall (19 de abril de 1993) es una deportista jamaicana que compite en atletismo. En los Juegos Panamericanos de 2023 obtuvo una medalla de bronce en la prueba de lanzamiento de disco.

## Palmarés internacional
| Juegos Panamericanos | Juegos Panamericanos | Juegos Panamericanos | Juegos Panamericanos |
| Año                  | Lugar                | Medalla              | Prueba               |
| -------------------- | -------------------- | -------------------- | -------------------- |
| 2023                 | Santiago (Chile)     | Medalla de bronce    | Disco                |